# Kaspar Riffel
Kaspar Riffel (* 19. Januar 1807 in Büdesheim bei Bingen am Rhein; † 15. Dezember 1856 in Mainz) war ein katholischer Theologe und Professor für Kirchengeschichte an der Universität Gießen.

## Leben
Kaspar Riffel begann seine philosophischen und theologischen Studien zunächst am Priesterseminar Mainz, wechselte aber 1829 an die Universität Tübingen und schloss sein Studium schließlich 1830 an der Universität Bonn ab. Im Dezember desselben Jahres empfing er in Mainz die Priesterweihe. Seit November 1830 wirkte er als Dozent für Kirchengeschichte am Seminar in Mainz. Bereits im folgenden Jahr wurde Kaspar Riffel die Tätigkeit als Kaplan in der Pfarrei Bingen am Rhein übertragen. Zugleich war er hier als Lehrer an der Lateinschule eingesetzt. 1835 wurde er zum außerordentlichen Professor für Moraltheologie an der Katholisch-Theologischen Fakultät der Universität Gießen und zum Stadtpfarrer in Gießen ernannt. 1837 wurde Kaspar Riffel an der Gießener Fakultät ordentlicher Professor für Kirchengeschichte und zugleich zum Doktor der Theologie promoviert.
Als sich von protestantischer Seite gegen den 1841 veröffentlichten ersten Band seines Werkes „Christliche Kirchengeschichte der neuesten Zeit“ wegen der Darstellung der Reformation heftige Proteste erhoben, wurde er von der hessischen Regierung von seinem Lehrstuhl entfernt und mit vollen Bezügen in den Ruhestand versetzt. Kaspar Riffel übersiedelte nun als Mainz, wo er 1848 Mitglied in der Redaktion der Zeitschrift „Der Katholik“ wurde. Als Bischof Wilhelm Emmanuel von Ketteler 1851 in Mainz für sein Bistum wieder eine eigene theologische Lehranstalt unter kirchlicher Aufsicht eröffnete, wurde Kaspar Riffel die Professur für Kirchengeschichte übertragen.

## Schriften
- Geschichtliche Darstellung des Verhältnisse zwischen Kirche und Staat. Von d. Gründung d. Christenthums bis auf Justinian I., Mainz 1836.
- Christliche Kirchengeschichte der neuesten Zeit|von dem Anfange der großen Glaubens- und Kirchenspaltung des sechszehnten Jahrhunderts bis auf unsere Tage, 3 Bände, Mainz 1842–1846.
- Die Aufhebung des Jesuiten-Ordens. Eine Beleuchtung der alten und neuen Anklagen wider denselben, Mainz 1845.